# العملات التذكارية لكندا
العملات التذكارية الكندية هي عملات معدنية تصدرها دار سك العملة الملكية الكندية لإحياء ذكرى الأشخاص المهمين والمناسبات الخاصة والذكرى السنوية.

## العملات التذكارية والتداول العام
تتناول هذه الصفحة العملات التذكارية التي أصدرتها دار سك العملة للتداول العام بالفئات الاعتيادية للعملات الكندية: دولاران ودولار واحد وخمسون سنتًا وخمسة وعشرون سنتًا وعشرة سنتات وخمسة سنتات وسنت واحد (متوقفة الآن). وهي متوفرة لدى دار سك العملة والبنوك التجارية بقيمتها الاسمية الاعتيادية.
تختلف العملات التذكارية المتداولة عن العملات المعدنية الصادرة عن دار سك العملة الملكية الكندية والتي تحتوي على ميزات وتشطيبات خاصة وهي متوفرة في فئات مختلفة عن العملات المتداولة العادية وهي معروضة للبيع بأسعار أعلى من قيمتها الاسمية.
نظراً لكثرة العملات التذكارية الصادرة عن دار سك العملة لا يُمكن سردها جميعاً في مقال واحد. فبدلاً من ذلك تُوفر هذه الصفحة روابط لمقالات حول فئات العملات الكندية المختلفة والتي تتضمن كل منها قوائم بالعملات التذكارية الصادرة من تلك الفئة.

## تصاميم تذكارية على الوجه الخلفي
يُظهر وجه جميع العملات الكندية صورة الملك الحاكم وهو حاليًا صاحب الجلالة الملك تشارلز الثالث. حيث كانت صور الملوك على العملات في الأصل من صنع دار سك العملة الملكية في لندن مما أدى إلى تشابه العملات الكندية مع عملات دول الكومنولث الأخرى. ولكن منذ عام 1990 أصبح الفنانون الكنديون هم من يصممون هذه الصور.
تظهر التصاميم التذكارية على ظهر العملات المعدنية. وهي تحل محل التصاميم المعتادة التي استُخدمت في معظم الفئات منذ عام 1937 1987 لعملة الدولار الواحد و1996 لعملة الدولارين. وعادةً ما يصممها فنان غير الفنان الذي صمم تمثال الملك.

## سلسلة المئوية
مع أن الاحتفالات الخاصة تقتصر عادةً على فئة واحدة من العملات إلا أنه كان هناك استثناءان حيث صدرت المجموعة الكاملة من العملات بتصميمات تذكارية. الأول في عام 1967 لإحياء ذكرى مرور مائة عام على تأسيس كندا والثاني في عام 2017 لإحياء ذكرى مرور مائة وخمسين عامًا على تأسيس كندا.
بالنسبة لسلسلة المئوية لعام 1967 كلفت دار سك العملة الفنان الكندي الشهير أليكس كولفيل بتصميم سلسلة جديدة من العملات المعدنية. كانت تصميماته ورمزيتها على النحو التالي:
| الفئة         | التصميم             | الرمزية                     | ضرب النقود  |
| ------------- | ------------------- | --------------------------- | ----------- |
| بنس واحد      | حمامة الصخر         | القيم الروحية والسلام       | 345,140,645 |
| النيكل        | أرنب الثلج          | رمز للخصوبة والحياة الجديدة | 36,876,574  |
| قرش           | سمك الأسقمري البحري | الاستمرارية                 | 62,998,215  |
| ربع           | الوشق               | تجسيد الذكاء والعمل الحاسم  | 48,855,500  |
| قطعة 50 سنتًا  | ذئب عواء            | اتساع كندا                  | 4,211,392   |
| الدولار الفضي | أوزة                | الهدوء الديناميكي           | 6,767,496   |

بالنسبة لسلسلة كندا الـ 150 لعام 2017 نظمت دار سك العملة الملكية الكندية مسابقة بعنوان "كندا مصدر إلهامي" لتحديد تصاميم الوجه الخلفي للعملات الخمس المتداولة. حيث ستحمل عملة الخمسين سنتًا شعار النبالة الكندي على الوجه الخلفي بينما سيحمل الوجه الأمامي شعار كندا 150 من تصميم أريانا كوفين محل الملكة إليزابيث الثانية.
| الفئة        | الموضوع     | المصمم             | العنوان              | ضرب النقود |
| ------------ | ----------- | ------------------ | -------------------- | ---------- |
| النيكل       | شغفنا       | جيرالد جلود        | التقاليد الحية       | 20,000,000 |
| قرش          | شخصيتنا     | إيمي تشوي          | أجنحة السلام         | 20,000,000 |
| ربع          | مستقبل كندا | جويل وونغ          | الأمل في مستقبل أخضر | 20,000,000 |
| قطعة 50 سنتًا | الاتحاد     | أريانا كوفين       | كندا 150             | 875,000    |
| لوني         | إنجازاتنا   | ويسلي كلاسين       | ربط الأمة            | 10,000,000 |
| توني         | عجائبنا     | ستيفن وتيموثي هسيا | رقصة الأرواح         | 10,000,000 |

## عملة الدولارين (توني)
صدرت عملة الدولارين الملقبة بـ"توني" عام 1996 لتحل محل ورقة الدولارين التي أصدرها بنك كندا. وعادةً ما تحمل صورة دب قطبي على ظهرها.
لقائمة العملات التذكارية بقيمة دولارين التي أصدرتها دار سك العملة انظر: توني.

## عملة دولار واحد (فويجر ولووني)

### دولار فوياجيور
كان هناك تصميمان مختلفان لعملة الدولار الواحد. الأول، عملة فوياجور، التي صدرت عام 1935 إحياءً لذكرى مرور خمسة وعشرين عامًا على حكم الملك جورج الخامس. وظهرت عليها صورة فوياجور (تاجر فراء فرنسي كندي) ورجل من السكان الأصليين يُجدّف بزورق من لحاء البتولا محملاً بالفراء مع أضواء الشمال في الخلفية. ومع أنها كانت عملة تذكارية إلا أنها استمرت في الصدور حتى عام 1986 أي قبل عام من طرح عملة لووني.
للحصول على معلومات حول دولار فوياجيور راجع: دولار فوياجيور.

### لووني
في عام 1987 أصدرت دار سك العملة عملة جديدة من فئة دولار واحد. عادةً ما تحمل هذه العملة صورة غواصة على ظهرها. أُطلق عليها اسم "اللوني" وحلت محل كلٍّ من ورقة الدولار التي أصدرها بنك كندا ودولار فوياجور.
بالنسبة لقائمة العملات التذكارية بقيمة دولار واحد التي أصدرتها دار سك العملة منذ عام 1987 انظر: لوني.

## عملة خمسين سنتًا
حملت عملة الخمسين سنتًا شعار النبالة الكندي على ظهرها منذ طرح تصميمات العملات الحالية عام 1937. طرأت تغييرات طفيفة على تصميم الشعار عام 1959 عندما بُسِّط تصويره. كما اقترحت الملكة استبدال تاج تيودور على الشعار بتاج القديس إدوارد المعترف. ومع تداول عملة الخمسين سنتًا إلا أنها نادرًا ما تُستخدم.
بالنسبة لقائمة العملات التذكارية بقيمة خمسين سنتًا والتي أصدرتها دار سك العملة انظر: قطعة بقيمة 50 سنتًا (عملة كندية) .

## عملة خمسة وعشرون سنتًا (ربع دولار)
تحمل العملة المعدنية بقيمة خمسة وعشرين سنت صورة حيوان الرنة على ظهرها منذ تقديم تصميمات العملات الحالية في عام 1937. العملة المعدنية بقيمة خمسة وعشرين سنتًا هي العملة الأكثر استخدامًا لأغراض تذكارية.
بالنسبة لقائمة العملات التذكارية بقيمة خمسة وعشرين سنت والتي أصدرتها دار سك العملة انظر: ربع دولار (عملة كندية).

## عملة عشرة سنتات (دايم)
تحمل العملة المعدنية من فئة العشرة سنتات صورة سفينة نوفا سكوشا الشراعية أنف أزرق على ظهرها منذ تقديم تصميمات العملة الحالية في عام 1937.
بالنسبة لقائمة العملات التذكارية من فئة العشرة سنت التي أصدرتها دار سك العملة انظر: الدايم (عملة كندية).

## عملة خمسة سنت (نيكل)
تحمل العملة المعدنية بقيمة خمسة سنتات قندسًا على ظهرها منذ تقديم تصميمات العملة الحالية في عام 1937.
بالنسبة لقائمة العملات التذكارية بقيمة خمسة سنت التي أصدرتها دار سك العملة انظر: النيكل (عملة كندية).

## عملة سنت واحد (بيني)
كانت العملة المعدنية بقيمة سنت واحد تحمل ورقتي قيقب على ظهرها منذ طرح تصميمات العملات الحالية في عام 1937 حتى توقف إنتاجها في عام 2013.
بالنسبة لقائمة العملات التذكارية بقيمة سنت واحد التي أصدرتها دار سك العملة انظر: البنس (عملة كندية).